# Valenzano
Valenzano község (comune) Olaszország Puglia régiójában, Bari megyében.

## Fekvése
Baritól 10 km-re fekszik, délkeleti irányban, az Adriai-tenger partján.

## Története
A terület első lakosai a peucetiusok voltak, illír eredetű nép, amely az i.e. 4 században telepedett le Apuliában. A peucetisuokra hatással volt Magna Graecia, különösképpen Tarentum görög kultúrája. A szamnisz háborúk után a rómaiak fennhatósága alá került, majd a 3. század végére elnéptelenedett. A mai város tulajdonképpeni alapítása 845-re tehető, amikor a szaracén kalózok feldúlták a közeli Barit. Valenzanót Bonaventura da Lama atya alapította egy bari nemesi család megbízásából, akinek sikerült elmenekülni a szaracénok elől. Az új település kétszer vált a szaracénok áldozatává, először a 10. majd a 11. században. A település 1806-ig – amikor a Nápolyi Királyságban felszámolták a feudalizmust – nemesi birtok volt.

## Népessége
A lakosság számának alakulása:

## Főbb látnivalói
- Ognissanti di Cuti-templom - 11. századi templom.
- Santa Maria di San Luca kolostor
- San Rocco-templom - a 16. században épült.
- Castello baronale